# Лимун-жута боја
Лимун-жута боја је нијанса жуте боје која је добила назив по плоду лимуна. Слична је жутој боји школског аутобуса. Прва забележена употреба овог назива у Енглеској је била 1598.
Понекад се погрешно интерпретира као неонска боја (нешто попут боје француског пића (шартрез), која је више жутозелена), али је ипак ближа обичној жутој боји, јер је попут боје коре лимуновог плода. Као неонску боју је води Crayola бренд за боје називајући је ултра-жута, односно ласер лимун-жута.